# Melignomon zenkeri
Melignomon zenkeri là một loài chim trong họ Indicatoridae.